# 傅家玫瑰圣母堂

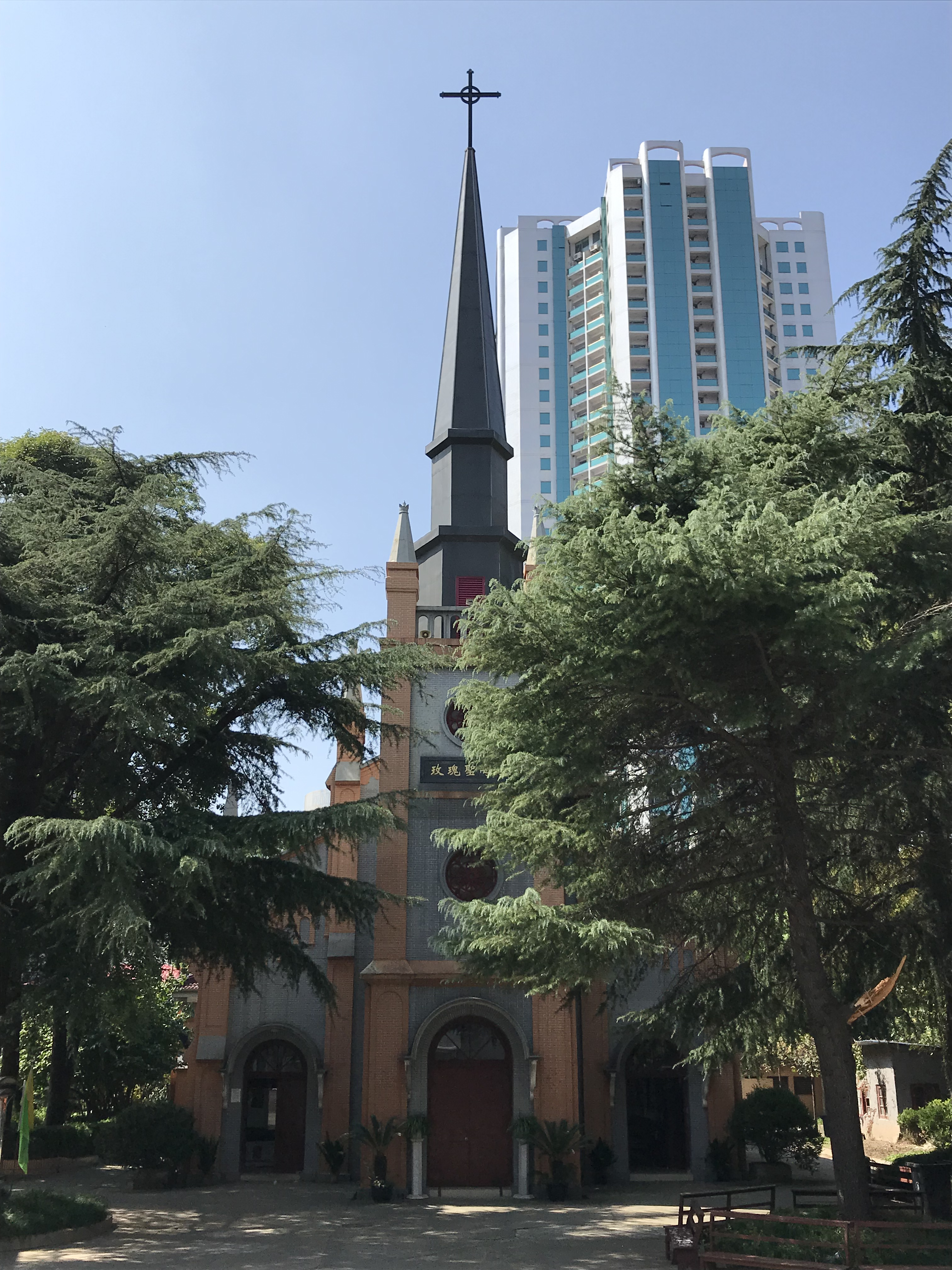
浦东新区文物保护点——傅家玫瑰天主堂

傅家玫瑰圣母堂是位于中国上海市浦东新区浦东大道1115号的一座小巧美丽的哥特式天主教堂。教堂正立面有一座高23米的钟楼，以玫瑰圣母为主保，可容约800人。堂南有若瑟亭、耶稣圣心亭和露德圣母山“三圣亭”，是天主教上海教区的“朝圣母地”之一。堂内正祭台墙上绘有天主圣三壁画，其下正中供奉怀抱小耶稣的玫瑰圣母全身雕像。正祭台及周围栏杆、读经台均为白色大理石质。南北耳堂小祭台分别供奉耶稣圣心和大圣若瑟像。现任本堂为贾少平神父。

## 历史
起源于清康熙年间，由徐光启之子徐骥及其后代陆续资助创建。
清代咸丰年间，意籍罗伯济主教在此地始建教堂，奉圣安多尼为主保。因堂址在傅家宅内，故名傅家天主堂。光绪六年（1880年）浦东总铎康福民在拓展圣堂后改奉玫瑰圣母为主保。光绪十六年（1890年）在原堂附近另建西式教堂、钟楼一座，可容纳200人，俗称老堂。新堂在1920年建成，堂内供奉由法国制作的精美玫瑰圣母像，所以又称玫瑰圣母堂。
1928年由罗马圣多明我总会批准该堂成为“朝圣母地”，并颁授“玫瑰经大赦”。1934年在堂前空地始建“三圣亭”。1937年“八一三事变”被日军炮火击毁的钟楼在战后得以重建。
“文革”期间，一切宗教活动被迫停止，堂内设施遭破坏，钟楼和三圣亭被拆毁。1983年教堂开始修复，重建23米高的钟楼。1988年陆续重建“三圣亭”。